# Маттарелла, Серджо
Серджо Маттарелла (итал. Sergio Mattarella, МФА: [ˈsɛrd͡ʒo matːaˈrɛlːa]; род. 23 июля 1941, Палермо, Сицилия) — итальянский государственный деятель, юрист, политик, действующий президент Италии c 3 февраля 2015 года.
Член шести составов правительства Италии в 1987—1990 и 1998—2001 годах, судья Конституционного суда Италии (2011—2015).

## Биография

### Ранние годы
Сын известного итальянского политика Бернардо Маттареллы (1905—1971) и Марии Буччеллато (Maria Buccellato) (1907—2001). Младший брат бывшего губернатора Сицилии Пьерсанти Маттареллы, убитого 6 января 1980 года боевиками мафии.
Бернардо Маттарелла был одним из основателей Христианско-демократической партии, и Серджо с самого детства видел в доме своих родителей таких известных политиков, как Джорджо Ла Пира. Сразу после высадки на Сицилии десанта союзников в 1943 году Бернардо Маттарелла первым связался с Луиджи Стурцо, находившимся тогда в эмиграции, а после переезда семьи в Рим Серджо и Пьерсанти играли с детьми Альчиде Де Гаспери и Альдо Моро. Несколько раз гостем семьи Маттарелла был Джованни Баттиста Монтини, будущий папа римский Павел VI. Серджо учился в лицее иезуитов San Leone Magno в Риме и Gonzaga в Палермо. В 1961 году возглавил отделение студенческого движения католической организации Azione Cattolica в регионе Лацио и занимал эту должность до 1964 года. Ряд итальянских газет также утверждают, что в студенческие годы Серджо Маттарелла являлся членом Итальянской католической университетской федерации (FUCI) (сама FUCI также заявила об этом).
В 1964 году окончил Римский университет Ла Сапиенца, где изучал право. С 1965 года преподавал конституционное право в университете Палермо, в 1967 году был принят в коллегию адвокатов в Палермо.

### Партийная принадлежность
После гибели брата в 1980 году Маттарелла оставил преподавательскую деятельность и позднее вошёл в состав национальной комиссии Христианско-демократической партии по расследованию причастности партии к деятельности масонской ложи P-2. В ноябре 1984 года Чириако Де Мита назначил Маттареллу руководителем провинциального отделения ХДП в тяжёлый для партии период. Немногим ранее этого назначения внезапно совершил самоубийство бывший секретарь сицилийской организации ХДП Розарио Николетти, без очевидных улик подозревавшийся в контактах с мафиози Бонтате и Провенцано, был арестован бывший мэр Палермо Вито Чанчимино, официально обвинённый в наличии связей с мафией.
В 1992—1994 годах Маттарелла возглавлял газету Il Popolo, официальное партийное издание, а затем поддержал создание на руинах ХДП Итальянской народной партии. В 1992 году он также был обвинён в получении взятки от связанного с мафией предпринимателя Филиппо Саламоне в размере 50 млн итальянских лир (40 млн наличными, 10 — в виде ящика хорошего вина). Сам Маттарелла говорил об этом как о «скромном подарке», которым он поделился со всеми сотрудниками (после десятилетнего расследования он был оправдан). Тем не менее, после этих обвинений Маттарелла оставил должность регионального комиссара ХДП на Сицилии, объяснив своё решение усталостью от интриг.
В рядах ИНП противодействовал политике Рокко Буттильоне, направленной на установление политического союза с Берлускони, а также поддержал формирование правительства Романо Проди и сближение, таким образом, с левоцентристскими силами. Участвовал в деятельности коалиции Олива и партии Маргаритка, а позднее стал одним из соавторов программного манифеста Демократической партии.

### Депутат парламента
В 1983—1992 годах состоял в Палате депутатов IX и X созывов во фракции ХДП, в 1992—1994 годах в Палате XI созыва — во фракции ХДП и затем ИНП. В 1994—1996 годах в Палате XII созыва — во фракции ИНП, в 1996—2000 годах в Палате XIII созыва — во фракции демократических пополяров и «Оливковое дерево», в 2001—2006 годах в Палате XIV созыва — во фракции Маргаритка и «Оливковое дерево», в 2006—2008 годах в Палате XV созыва — во фракции ДП-«Оливковое дерево». С 29 июня 2006 года по 28 апреля 2008 года возглавлял в Палате XV созыва Мандатную комиссию (Commissione giurisdizionale per il personale).
Наиболее известным достижением Маттареллы в парламенте стал так называемый «закон Маттареллы» или Mattarellum, установивший в Италии смешанную мажоритарно-пропорциональную избирательную систему на период с 1993 по 2005 год.

### Работа в правительстве

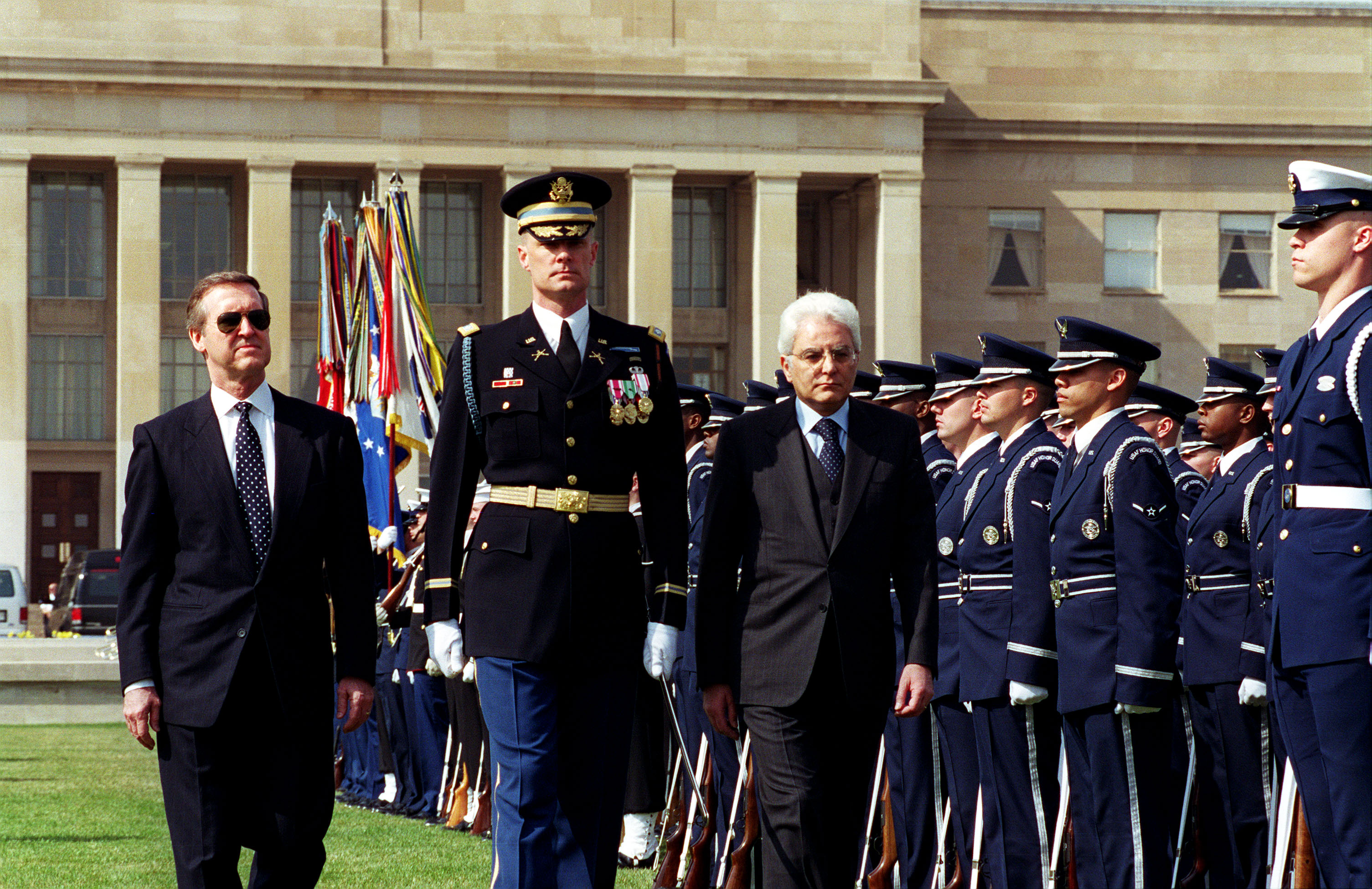
Министр обороны Серджо Маттарелла при посещении Пентагона 23 марта 2000 года. Крайний слева — министр обороны США Уильям Коэн

Министр по связям с парламентом в первом правительстве Джованни Гориа с 28 июля 1987 по 13 апреля 1988 года и в первом правительстве Чириако Де Мита с 13 апреля 1988 по 22 июля 1989 года.
Министр общественного просвещения в шестом правительстве Джулио Андреотти с 22 июля 1989 года, досрочно ушёл в отставку 27 июля 1990 года в знак протеста против одобрения парламентом так называемого «закона Мамми» о телевидении, дававшего определённые преимущества Сильвио Берлускони (закон Мамми 1990 года разрешал одному собственнику владеть тремя национальными телевизионными сетями, Конституционный суд в 1994 году не согласился с этим решением).
Заместитель председателя Совета министров Италии в первом правительстве Массимо Д’Алема с 21 октября 1998 по 22 декабря 1999 года. Выступал в правительстве Италии за участие страны в военной операции НАТО против Сербии в Косово.
Министр обороны во втором правительстве Массимо Д’Алема с 22 декабря 1999 по 25 апреля 2000 года и во втором правительстве Джулиано Амато с 25 апреля 2000 по 11 июня 2001 года.
В 2000 году, в период пребывания Маттареллы министром обороны, Сенат окончательно одобрил закон об отмене всеобщей воинской обязанности в Италии (молодые люди 1985 года рождения стали последними призывниками). К 2006 году следовало полностью завершить переход к профессиональной армии.

### Судья Конституционного Суда

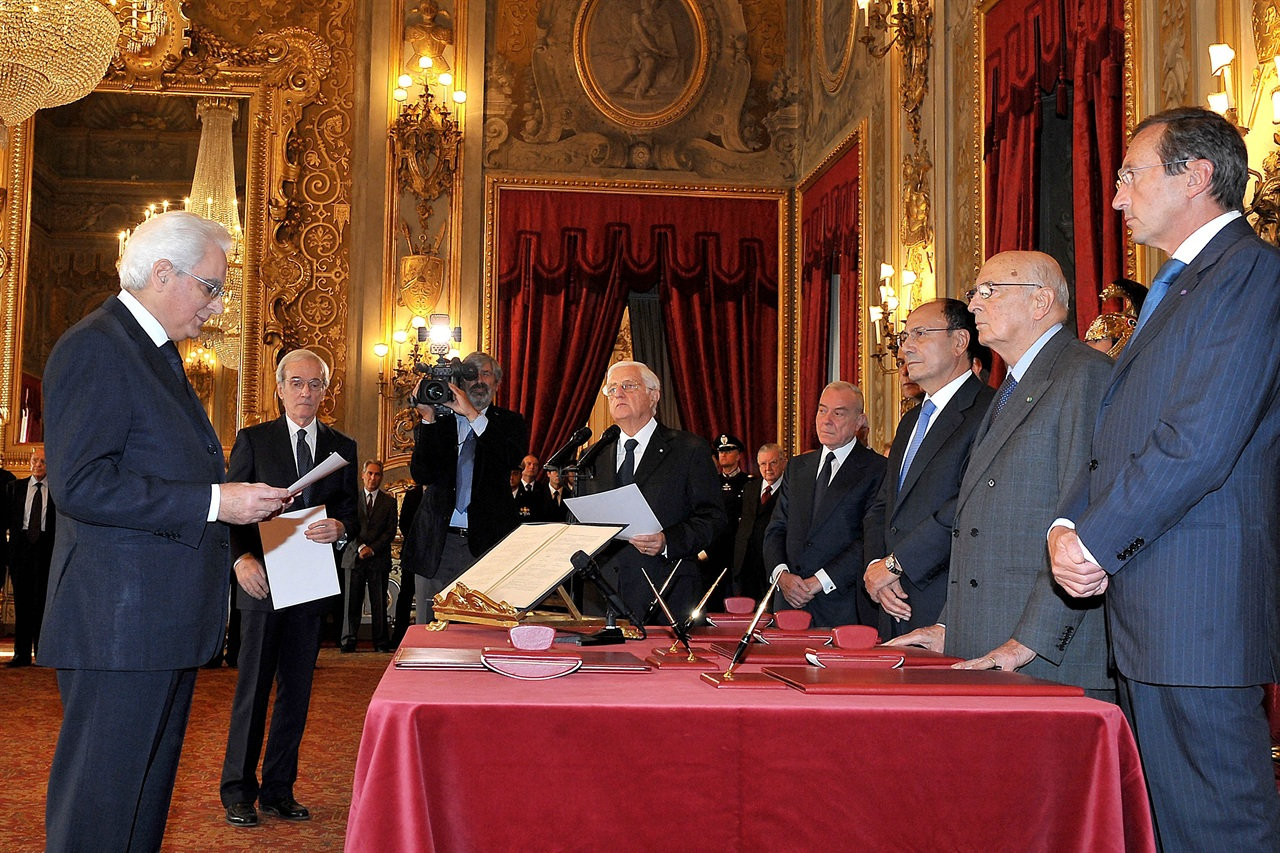
Серджо Маттарелла приносит присягу члена Конституционного суда

5 октября 2011 года Маттарелла был избран по квоте парламента в состав Конституционного суда Италии, 11 октября 2011 года принёс присягу и вступил в должность.
Кандидатура Маттареллы была поддержана Демократической партией, но избрание стало возможным только в четвёртом туре голосования на совместном заседании обеих палат парламента, когда для победы стало достаточно простого большинства (Маттарелла получил 572 голоса). В качестве члена Конституционного суда подготовил текст решения от 14 января 2014 года, которым признавались неприемлемыми опросы общественного мнения об отмене судов, поддержал вердикт Конституционного суда против предложения Лиги Севера о проведении референдума по вопросу отмены пенсионной реформы министра труда и социальной политики в правительстве Монти Эльзы Форнеро.
4 декабря 2013 года судья Маттарелла поддержал решение о несоответствии Конституции Италии отдельных положений избирательного закона Porcellum, который был проведён правоцентристским большинством и заменил детище самого Маттареллы — так называемый Mattarellum. По мнению журналистов газеты il Fatto Quotidiano Примо Ди Никола и Антонио Питони тот, кто увидит в этом совпадении проявление мести, ошибётся, ибо люди из близкого окружения Маттареллы говорят о нём как о человеке, верном принципам и способном перенести поражение без лишних эмоций.
Вечером 2 февраля 2015 года, после избрания его 31 января президентом Италии, Маттарелла ушёл в отставку с должности члена Конституционного суда, получив звание почётного судьи.

### Президент Итальянской Республики

#### Избрание

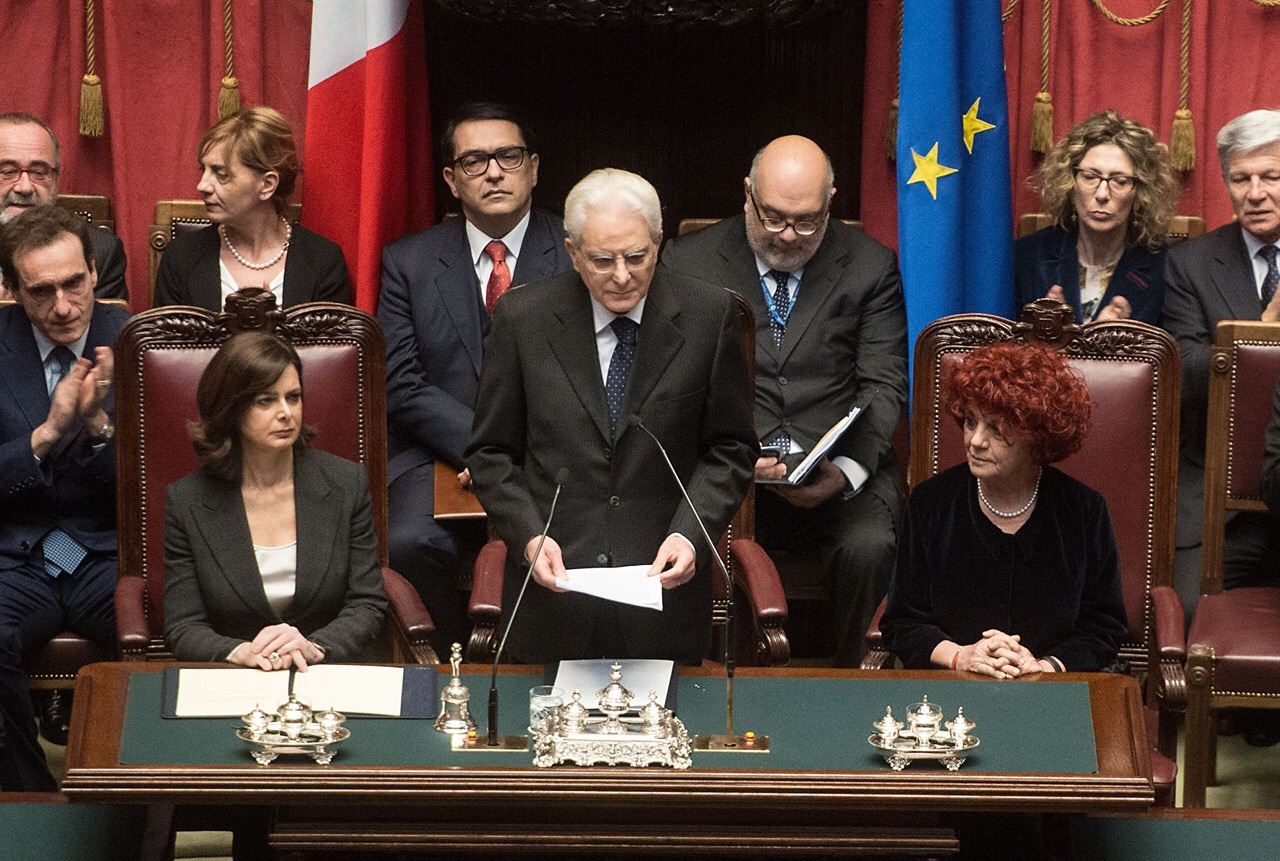
Серджо Маттарелла произносит инаугурационную речь президента 3 февраля 2015 года (рядом с ним сидят слева — Лаура Больдрини, справа — Валерия Федели)

14 января 2015 года президент Наполитано объявил о своей отставке, председатель Сената Пьетро Грассо стал временно исполняющим обязанности президента Итальянской Республики (в 1980 году именно Грассо, бывший тогда помощником прокурора Республики в Палермо, начинал расследование убийства Пьерсанти Маттареллы). 15 января 2015 года председатель Палаты депутатов Лаура Больдрини назначила досрочные выборы на 29 января 2015 года.
28 января 2015 года председатель Совета министров Италии Маттео Ренци объявил основным кандидатом правящей Демократической партии на президентских выборах Серджо Маттареллу. Новый правый центр и Вперёд, Италия в ходе консультаций с Ренци категорически отказались его поддержать (Сильвио Берлускони обвинил Маттареллу в том, что в Конституционном суде тот всегда занимал позицию против интересов Берлускони). 30 января 2015 года, на второй день голосования, Маттео Ренци обратился ко всем партиям с призывом поддержать кандидатуру Маттареллы (хотя в четвёртом туре, не требующем для избрания квалифицированного большинства, действующий премьер имел возможность победы своего кандидата без дополнительной поддержки). Он назвал Маттареллу «слугой государства», который сможет стать «президентом всех итальянцев». В прессе появились сообщения о возможности изменения позиции НПЦ, но сторонники Берлускони остались непреклонны, а Беппе Грилло опубликовал в своём блоге вопросы за подписью журналиста Лоренцо Сани об использовании боеприпасов с обеднённым ураном, имея в виду времена, когда Маттарелла занимал кресло министра обороны в правительстве Д’Алема (на обвинения Маттарелла ответил, что в бытность свою министром обороны ввёл в действие инструкции по мерам защиты от вредного воздействия обеднённого урана, но военнослужащие, работавшие с этими опасными материалами прежде в Боснии и других регионах без использования защитных комбинезонов, перчаток и масок, продолжают страдать и умирать от лейкемии и прочих видов рака).
31 января 2015 года в четвёртом туре голосования обеих палат парламента и представителей регионов Серджо Маттарелла избран президентом Италии, получив 665 голосов из 995.Был поддержан Демократической партией, Новым правым центром, Левыми за свободу и экологию. В 14.17 председатель Палаты депутатов Лаура Больдрини объявила официальные результаты голосования, церемония вступления в должность нового главы государства назначена на 10 часов утра 3 февраля 2015 года.
3 февраля 2015 года кортеж Маттареллы прибыл ко дворцу Монтечиторио от здания Конституционного суда в 9.56, и ровно в 10.00 на совместном заседании обеих палат парламента и представителей регионов избранный президент произнёс текст присяги. Беппе Грилло отказался от присутствия на торжественной церемонии, но направил письменные поздравления и пожелания. Официальное вступление в должность нового главы государства было ознаменовано звоном колоколов и артиллерийским салютом, затем Маттарелла произнёс инаугурационную речь. Частью торжеств стал также пролёт итальянской пилотажной группы Frecce Tricolori.

#### Деятельность в должности президента

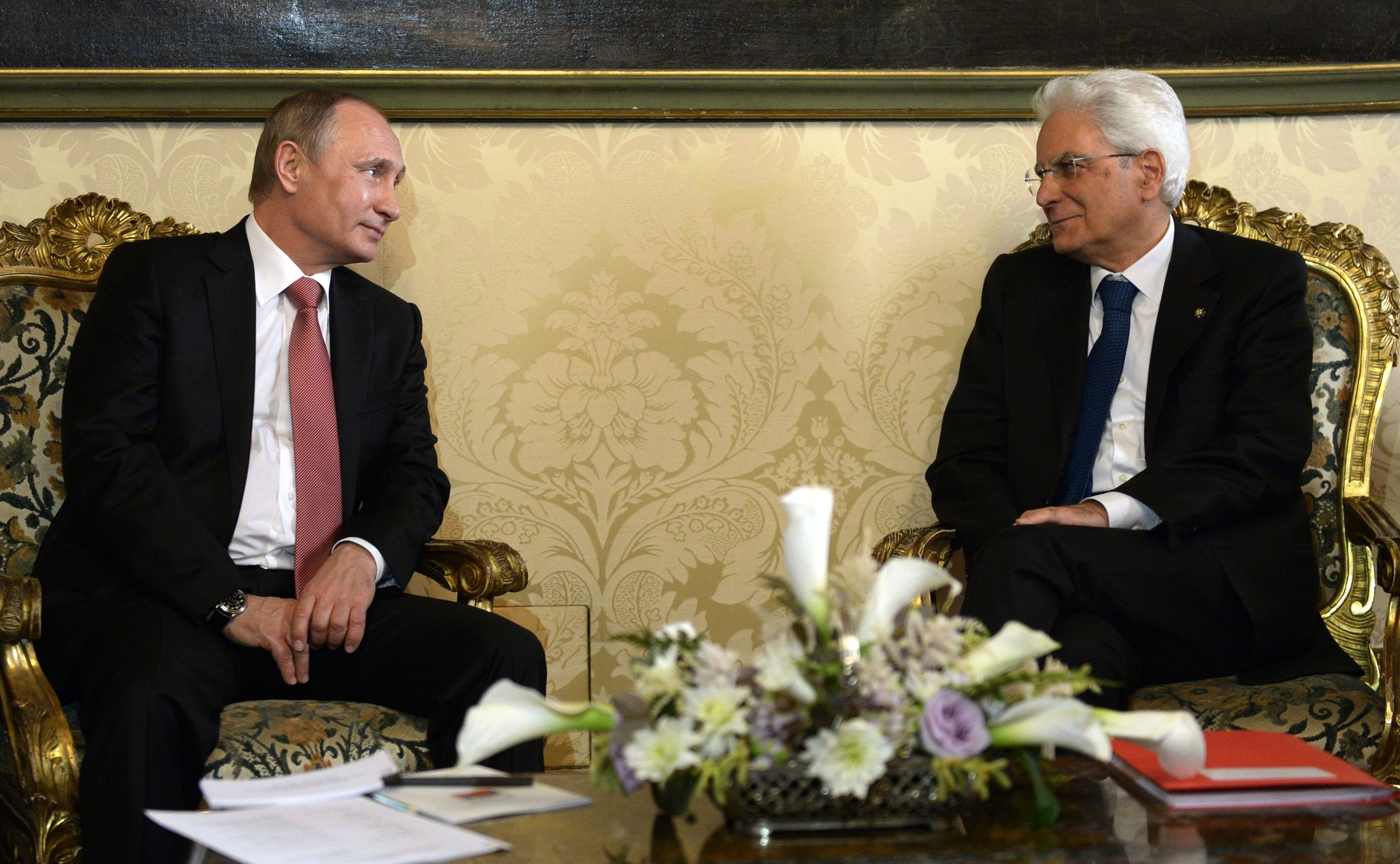
С Президентом России Владимиром Путиным
10 июня 2015 года

2 июня 2015 года Маттарелла лично объявил об открытии президентской резиденции — Квиринальского дворца — для посещений с 23 июня. Желающие должны будут приобрести недорогой билет не позднее, чем за пять рабочих дней, экскурсии будут организованы по группам каждый день недели, за исключением четвергов и пятниц.
10 июня 2015 года Маттарелла принял в своей резиденции находящегося с визитом в Италии президента Российской Федерации В. В. Путина. Визит вызвал обсуждение в итальянской прессе, поскольку он состоялся в период действия санкций, введённых западными странами против России в связи с украинским кризисом.

#### Отставка Маттео Ренци и формирование правительства Джентилони
4 декабря 2016 года состоялся конституционный референдум по вопросу изменения полномочий и порядка формирования Сената, по результатам которого правительство Ренци потерпело поражение (40,9 % избирателей проголосовали «за» предложенную им реформу, 59,1 % — «против» при явке почти 70 %).
7 декабря, после утверждения парламентом бюджета, Ренци официально подал прошение об отставке. Маттарелла попросил его исполнять обязанности до формирования нового кабинета и начал консультации с парламентскими партиями.
11 декабря в воскресенье, по завершении консультаций, было официально объявлено о решении Маттареллы поручить формирование нового правительства действующему министру иностранных дел Паоло Джентилони — на 12.30 по местному времени тот получил приглашение на аудиенцию с президентом в Квиринальском дворце. По мнению наблюдателей, Маттарелла хочет обеспечить формирование кабинета до 15 декабря, когда ожидается заседание Европейского совета. В 13.20 Джентилони вышел к прессе и объявил, что принял назначение.
12 декабря Джентилони сформировал правительство и вступил в должность.

#### Политический курс
10-13 апреля 2017 года, несмотря на продолжающиеся антироссийские санкции, в которых участвует Италия, Маттарелла побывал с официальным визитом в Москве, где провёл переговоры с президентом Путиным и обсудил с ним главные международные кризисы.

#### Парламентские выборы 2018 года
28 декабря 2017 года Маттарелла на основании статьи 88 Конституции Италии распустил обе палаты парламента и скрепил своей подписью постановление правительства о назначении очередных парламентских выборов на 4 марта 2018 года.
4 марта 2018 года выборы состоялись, однако ни одна из партий и коалиций не преодолела барьер 40 % голосов, который по новому избирательному закону давал право на дополнительные места в количестве, необходимом для обеспечения абсолютного большинства в парламенте. В такой ситуации сложился «подвешенный парламент», что затрудняло формирование нового правительства.
23 марта парламент собрался на первое заседание, в полдень 24 марта премьер-министр Джентилони подал прошение об отставке, но по просьбе президента продолжил исполнение своих обязанностей до формирования нового кабинета.
4 и 5 апреля состоялся первый тур консультаций Маттареллы с партийными делегациями, который не привёл к формированию коалиции.
18 апреля 2018 года Маттарелла поручил председателю Сената Марии Элизабетте Альберти-Казеллати организацию межпартийных консультаций по поводу принципиальной возможности формирования правительства на основе блока правоцентристов и Движения пяти звёзд.
23 апреля 2018 года Маттарелла обратился к председателю Палаты депутатов Роберто Фико с поручением к 26 апреля изучить возможность формирования правительства Движения пяти звёзд в союзе с Демократической партией.

#### Политический кризис и формирование правительства Конте

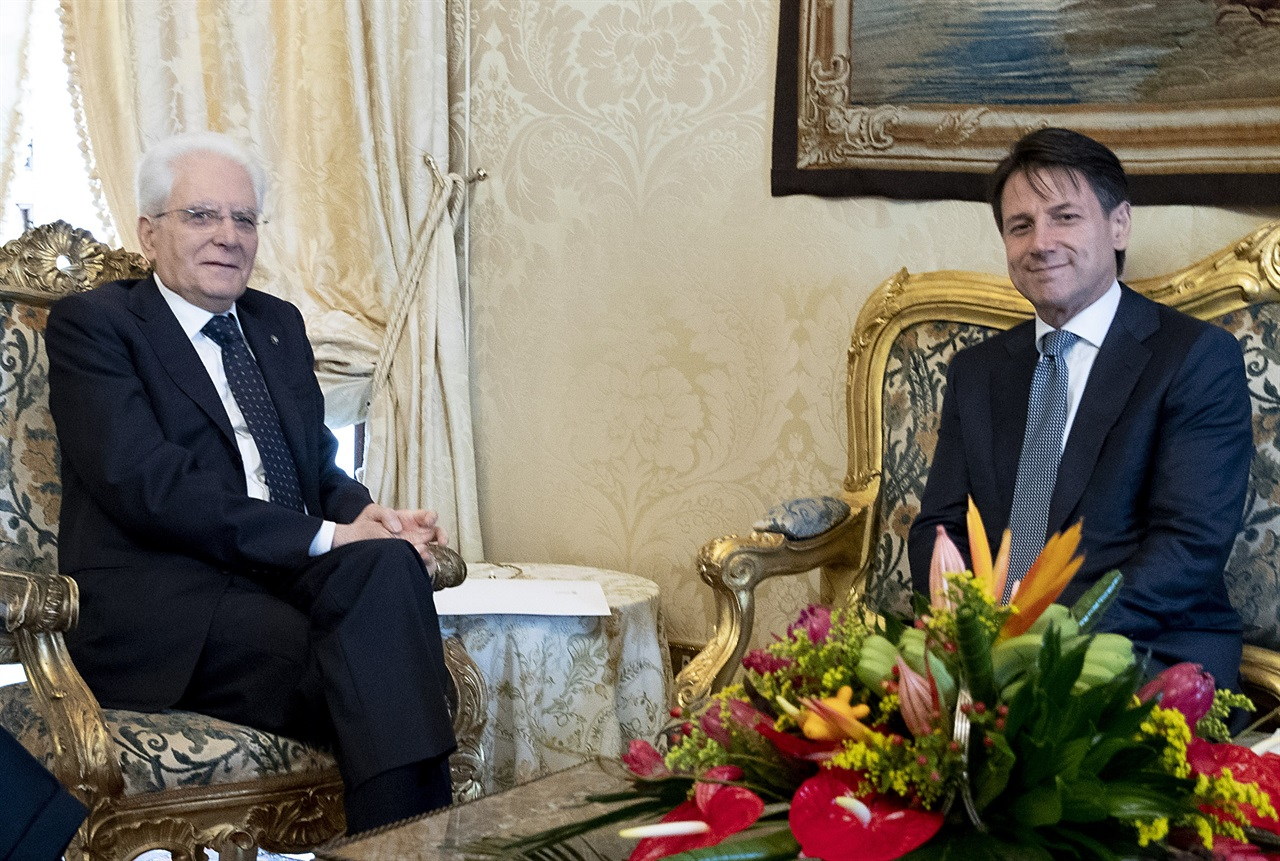
Маттарелла и Джузеппе Конте в Квиринальском дворце 23 мая 2018 года

8 мая 2018 года в прессе появились сообщения, что, ввиду отсутствия договорённости между партиями о правительственной коалиции, Маттарелла рассматривает возможность формирования «нейтрального» президентского кабинета, причём в числе кандидатов на должность премьер-министра фигурируют также и женщины (в первую очередь Марта Картабья и Элизабетта Беллони).
14 мая 2018 года Луиджи Ди Майо и Маттео Сальвини объявили о завершении переговоров Движения пяти звёзд и Лиги Севера по поводу формирования коалиционного правительства, при этом в прессе появились имена двух возможных кандидатов на пост «технического» премьер-министра — Джулио Сапелли, предложенного Лигой, и Джузеппе Конте от Пяти звёзд. Тем не менее, после раздельных консультаций с президентом во второй половине дня оба партийных лидера запросили дополнительное время на согласование персонального состава будущего кабинета.
18 мая делегации двух партий во главе с Ди Майо и Сальвини согласовали 58-страничный текст «Контракта на формирование правительства перемен» с основными программными положениями коалиционного кабинета, предусматривающий среди прочих мер введение в Италии безусловного базового дохода в размере 780 евро на человека в месяц (стр. 34), а также, при констатации верности принципу евроатлантической солидарности, отмену экономических санкций против России, которую необходимо рассматривать как всё более важного экономического партнёра и стратегического посредника при разрешении конфликтов в Ливии, Сирии и Йемене (стр. 18). Huffington Post увидела в документе взвешенное сочетание право- и левоцентристских позиций последних лет при некотором преобладании идей Пяти звёзд, а TGcom24 — превалирование политических подходов Лиги, особенно в разделах «Правосудие», «Безопасность», «Иммиграция», а также в вопросе открытости по отношению к России на фоне общей для обеих политических сил критики Евросоюза.

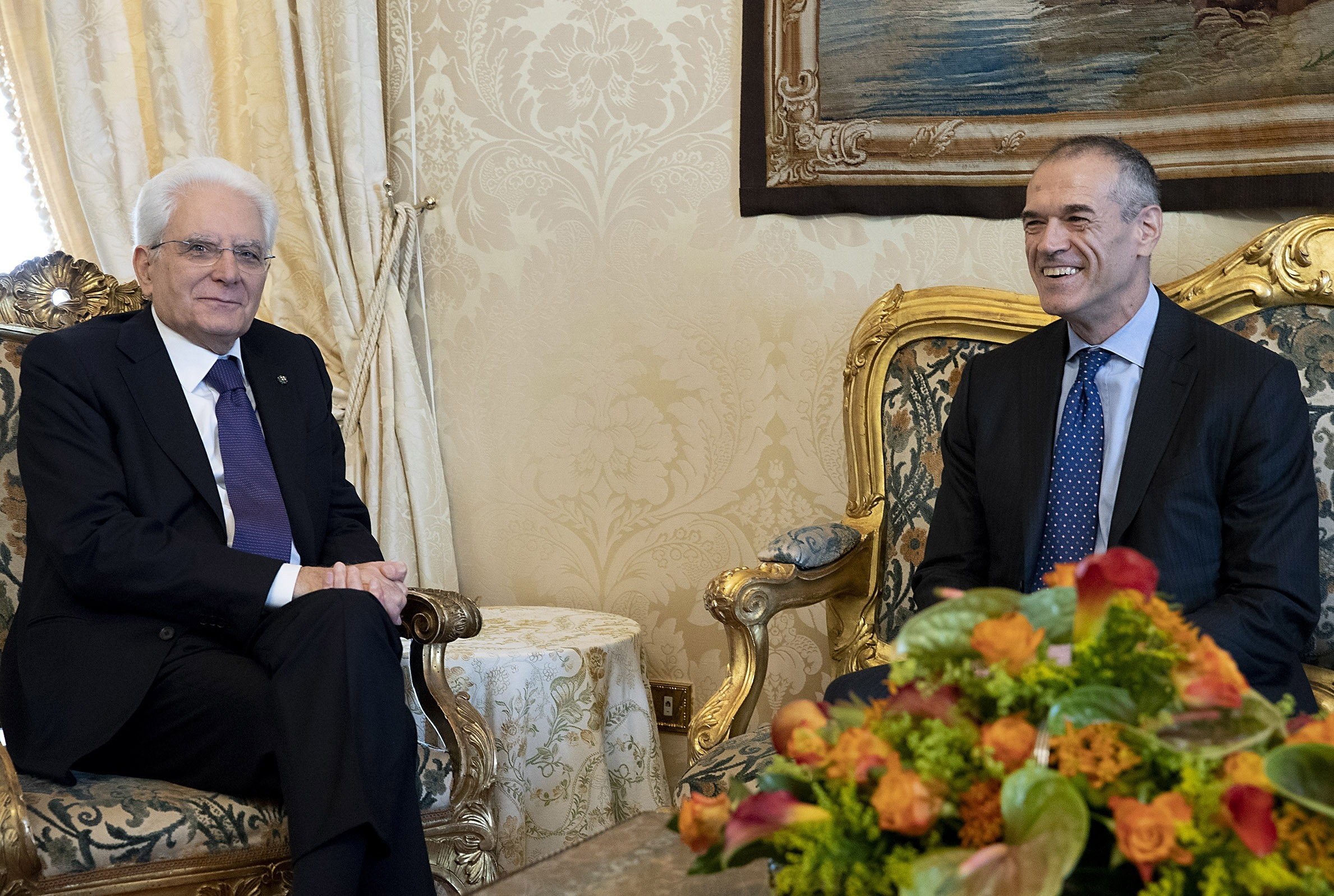
Маттарелла и Карло Коттарелли 28 мая 2018 года

21 мая 2018 года вновь состоялись раздельные консультации президента с партийными делегациями, в ходе которых, по заявлению Ди Майо, главе государства предложена на утверждение кандидатура Джузеппе Конте.
23 мая Маттарелла поручил Джузеппе Конте формирование нового правительства.
Вечером 27 мая 2018 года Конте представил список предполагаемых министров, но Маттарелла категорически не согласился с назначением на должность министра экономики евроскептика Паоло Савона, хотя Ди Майо и Сальвини требовали непременного его участия в кабинете. Конте сложил с себя полномочия по формированию нового правительства, после чего сначала Джорджия Мелони, а затем Луиджи Ди Майо и Алессандро Ди Баттиста заявили о возможности импичмента главы государства.
28 мая Маттарелла поручил формирование беспартийного «технического» кабинета экономисту Карло Коттарелли.
31 мая Ди Майо и Сальвини согласовали компромиссный вариант коалиционного правительства, также с участием Паоло Савона, но не в должности министра экономики. Коттарелли объявил о прекращении своих усилий по формированию нейтрального кабинета. В этот же день Маттарелла утвердил персональный состав политического правительства, вновь во главе с Джузеппе Конте, в который Ди Майо и Сальвини вошли как заместители премьера (первый получает портфель министра труда и экономического развития, второй — министра внутренних дел). Присяга правительства состоялась в 16.00 1 июня.

#### Отставка Джузеппе Конте и его второе правительство (2019—2021)

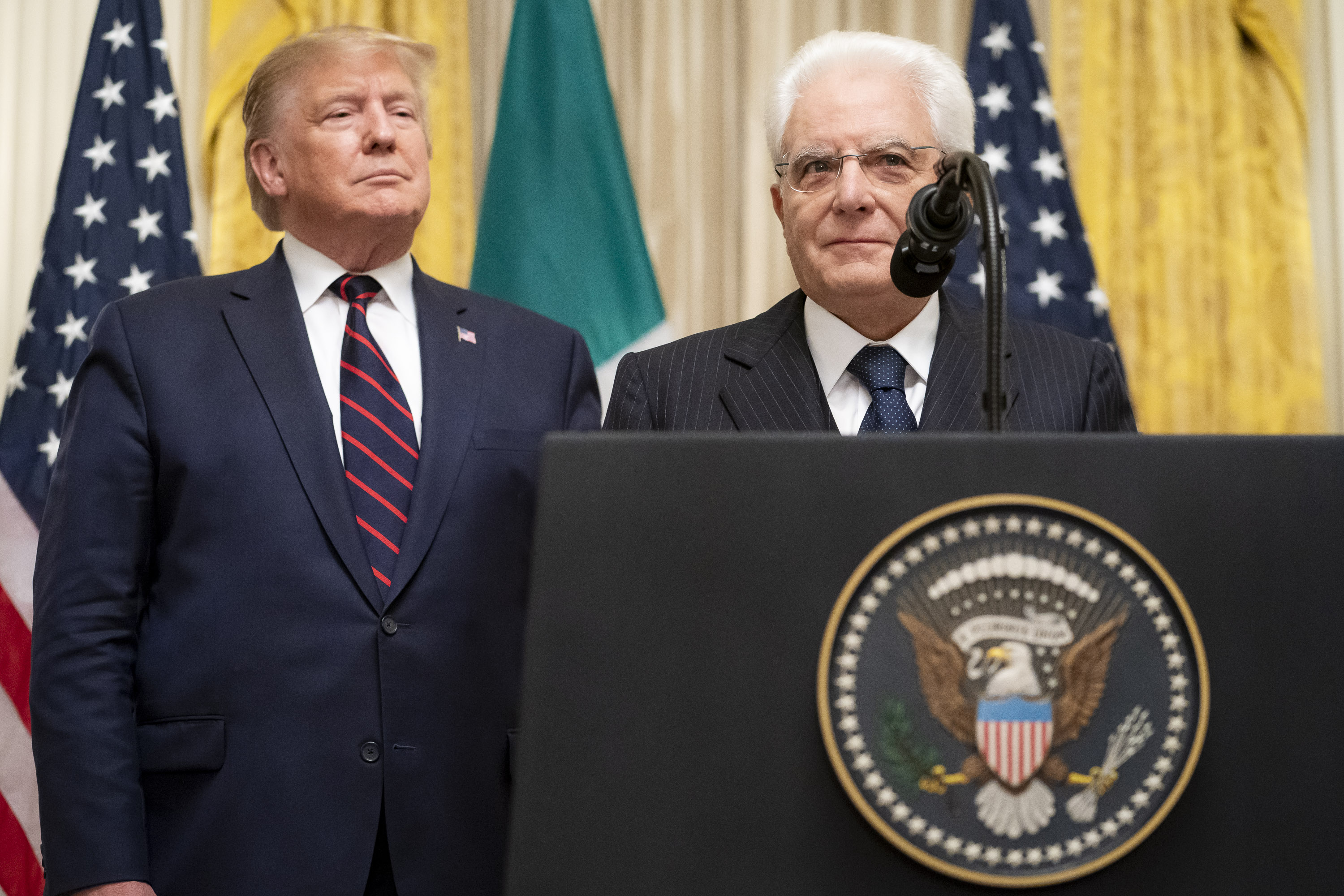
Серджо Маттарелла с президентом США Дональдом Трампом на торжественном приёме в Белом доме (16 октября 2019)

20 августа 2019 года Джузеппе Конте объявил об отставке после постановки Лигой Севера вопроса о доверии его правительству.
21 августа Маттарелла начал консультации с лидерами парламентских партий о путях выхода из политического кризиса: формирование новой коалиции или технического кабинета, либо назначение досрочных выборов. Лидер Братьев Италии Джорджа Мелони назвала единственно возможным выходом из ситуации новые выборы, лидер Демократической партии Никола Дзингаретти заявил о готовности к коалиционному соглашению с Движением пяти звёзд. Лидер партии «Вперёд, Италия» Сильвио Берлускони отметил, что правительственное большинство должно соответствовать настроениям большей части итальянского общества. По его словам, правительство с левой политической программой представляет угрозу для экономики Италии и безопасности государства, поэтому, если сформировать правоцентристский кабинет не получится, следует идти на парламентские выборы.
Вечером 22 августа Маттарелла объявил прессе, что «некоторые партии» попросили у него время на ведение коалиционных переговоров, и он дал им пять дней (если соглашение не будет достигнуто, президент намерен назначить досрочные выборы). Упомянутыми партиями журналисты, основываясь на публичных заявлениях лидеров, сочли Движение пяти звёзд и Демократическую.
5 сентября 2019 года второе правительство Конте принесло присягу и приступило к исполнению своих полномочий.
По состоянию на первую половину ноября 2019 года уголовные дела против девяти человек, публиковавших оскорбления в адрес президента Маттареллы в социальных сетях, направлены в суды по обвинениям в покушении на свободу, оскорбление чести и престижа президента Республики, а также в подстрекательстве к преступлению, могущих повлечь максимально возможное наказание в виде 15 лет тюремного заключения. Самая старшая из них — 68-летняя сторонница «Движения пяти звёзд» Элеонора Эльвира Дзанроссо (Eleonora Elvira Zanrosso) после отклонения Маттареллой кандидатуры Паоло Савоны на пост министра экономики в мае 2018 года опубликовала в Facebook пост следующего содержания: «Ti hanno ammazzato il fratello, cazzo… non ti basta?» (Блин, они убили твоего брата — тебе недостаточно?), но по ходу расследования единственная из всех привлечённых к ответственности раскаялась и обратилась к следователям с просьбой дать ей возможность принести главе государства свои извинения. По сведениям прокуратуры, Управление общих расследований и специальных операций DIGOS проводит следственные мероприятия в отношении ещё тридцати человек и обратилось за содействием к властям США, с целью получить доступ к личным данным разыскиваемых.

#### Вторая отставка Джузеппе Конте и правительство Драги (2021—2022)

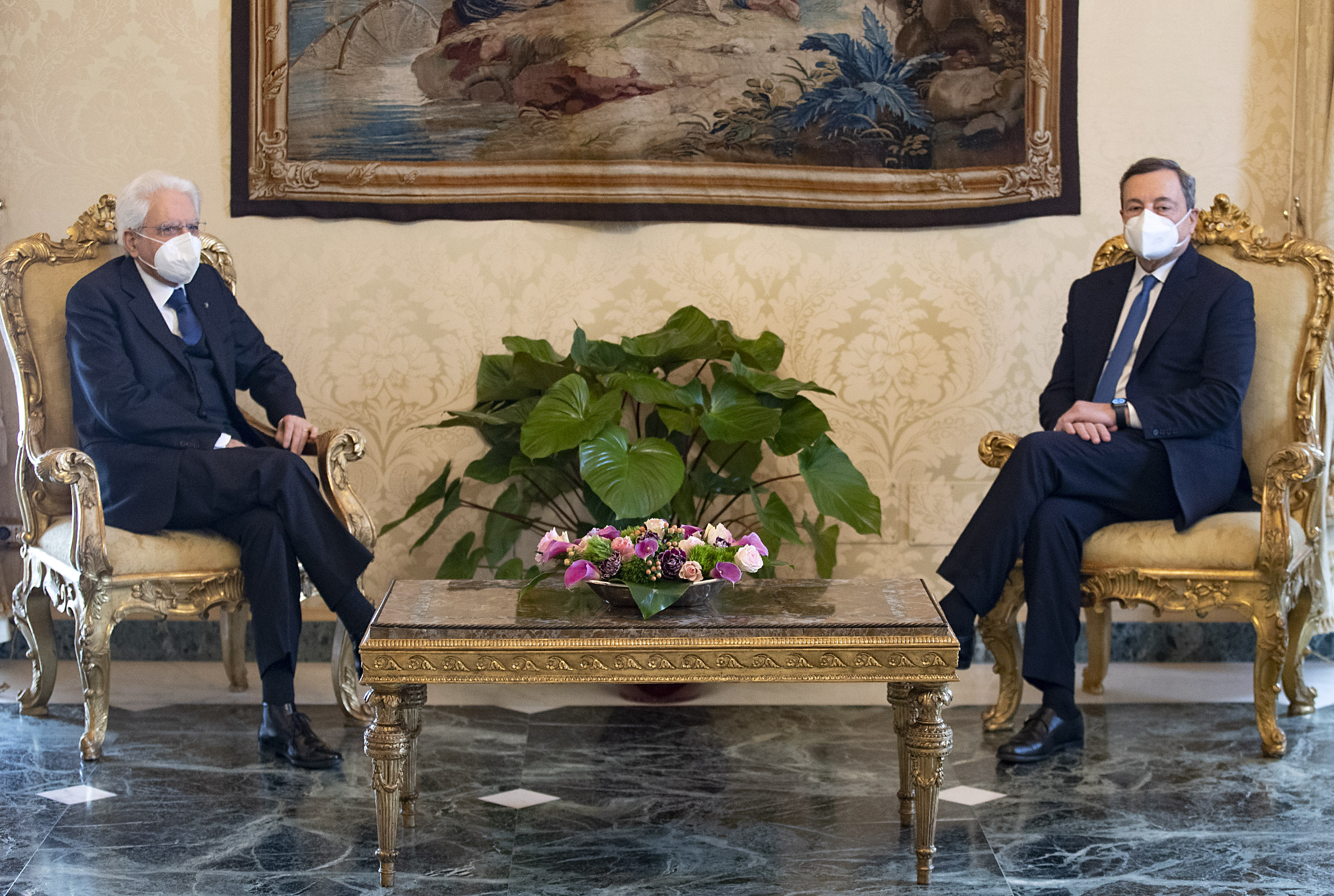
Серджо Маттарелла и Марио Драги в масках из-за эпидемии COVID-19 (3 февраля 2021)

26 января 2021 года премьер-министр Конте подал в отставку ввиду выхода из правительственной коалиции небольшой новой партии бывшего премьер-министра Маттео Ренци «Италия Вива».
29 января 2021 года по завершении консультаций с политическими партиями Маттарелла поручил спикеру Палаты депутатов Роберто Фико ко 2 февраля изучить возможность формирования новой правительственной коалиции.
3 февраля 2021 года Маттарелла поручил формирование технического «президентского» кабинета бывшему председателю Банка Италии Марио Драги.
12 февраля Драги представил главе государства список из 23 министров своего правительства, 8 из которых являлись независимыми технократами, а 15 представляли широкий спектр политических партий от левого движения Свободные и Равные до правой Лиги, при этом максимальное представительство (4 места) получило Движение пяти звёзд. 13 февраля правительство принесло присягу.

#### Переизбрание на второй срок полномочий
В январе 2022 года выборы нового президента Италии зашли в тупик после семи туров голосования в парламенте, и 29 января на этот пост был снова выдвинут Серджо Маттарелла. 80-летний Маттарелла, срок которого истекал 3 февраля, собирался уйти на покой, но парламентарии и премьер Драги (которого самого прочили в президенты) попросили его остаться на посту, пока не будет определён достойный кандидат. В ходе восьмого тура голосования действующий президент избран на второй срок голосами 759 выборщиков (при минимально требуемых для победы 505) из 983.

#### Досрочные выборы 2022 года и формирование правительства Мелони
21 июня 2022 года министр иностранных дел Луиджи Ди Майо объявил о выходе из Движения пяти звёзд, обвинив его в нежелании поддерживать Украину в противостоянии российским войскам и в ослаблении позиций Италии в Европейском Союзе.
21 июля 2022 года премьер-министр Марио Драги подал прошение об отставке ввиду отказа трёх партий правительственной коалиции — Лига Севера, Вперёд, Италия! и Движение пяти звёзд — от участия в голосовании за вотум доверия кабинету в Сенате (ранее они поступили так же при аналогичном голосовании в Палате депутатов). В этот же день Маттарелла распустил парламент и назначил досрочные выборы.
25 сентября 2022 года состоялись досрочные парламентские выборы, по итогам которых правоцентристская коалиция в составе «Братьев Италии», «Вперёд, Италия!», Лиги и блока «Мы умеренные / Лупи — Тоти — Бруньяро — СЦ» набрала 43,8 % голосов на выборах в Палату депутатов, что обеспечило ей абсолютное большинство — 235 мест из 400, а также 44 % на выборах в Сенат (112 мест из 200).
21 октября 2022 года лидер «Братьев Италии» Джорджа Мелони представила Маттарелле список министров будущего правительства, он его утвердил и поручил Джордже Мелони формирование кабинета.
22 октября 2022 года правительство было приведено к присяге, и Джорджа Мелони стала первой в истории Италии женщиной в должности премьер-министра.

### Президентские назначения
- Премьер-министры Италии: Паоло Джентилони (12 декабря 2016); Джузеппе Конте (1 июня 2018 и 5 сентября 2019); Марио Драги (13 февраля 2021); Джорджа Мелони (21 октября 2022).
- Пожизненные сенаторы: Лилиана Сегре (19 января 2018).
- Судьи Конституционного суда:
  - Франческо Вигано (24 февраля 2018);
  - Эмануэла Наварретта (9 сентября 2020);
  - Марко Д’Альберти (20 сентября 2022);
  - Джованни Питруццелла (14 ноября 2023);
  - Антонелла Шарроне-Алибранди (14 ноября 2023).

## Награды
Указами президента Италии награждён дважды:
- Кавалер Большого Креста ордена «За заслуги перед Итальянской Республикой» (24 октября 2011 года, награждён по инициативе президента Италии)[92].
- Золотая медаль «За вклад в развитие культуры и искусства» (27 декабря 1991 года)[93].

Иностранные награды:
- Большой крест ордена Бани (Великобритания, 2025 год)[94]
- Цепь ордена Пия IX (Святой Престол, 17 апреля 2015 года)[95].
- Большой крест Ордена Спасителя (Греция, 26 ноября 2015 года)
- Орден Заида (Объединённые Арабские Эмираты, 2025 год)[96]
- Орден Республики Черногория на ленте (Черногория, 2025 год)[97]
- Орден «Гейдар Алиев» (Азербайджан, 18 июля 2018 года) — за особые заслуги в развитии дружественных связей и сотрудничества между Азербайджанской Республикой и Итальянской Республикой[98]
- Орден Славы (Армения, 30 июля 2018 года) — за значительный вклад в укрепление и развитие межгосударственных отношений между Республикой Армения и Итальянской Республикой[99]
- Памятная медаль Азербайджанской дипломатической академии (2018 год)[100]

## Личная жизнь
Серджо Маттарелла был женат на Маризе Кьядзезе (1940—2012) (Marisa Mattarella Chiazzese), овдовел 1 марта 2012 года. Трое детей: Бернардо Джорджо, Лаура, Франческо. Мариза Кьядзезе — родная сестра Ирмы Кьядзезе, супруги Пьерсанти Маттареллы. Бернардо Джорджо Маттарелла, самый молодой профессор Сиенского университета, ещё в 1993 году был назначен в состав комиссии по подготовке доклада об условиях государственной службы по распоряжению его преподавателя, тогдашнего профильного министра Сабино Кассезе, а в правительстве Ренци возглавил законодательное бюро в аппарате министра государственной службы Марианны Мадия.
После избрания Серджо Маттареллы президентом Италии в прессе обсуждалось значение появления на высшем государственном посту практикующего католика, политические убеждения которого в значительной степени сформированы под влиянием Второго Ватиканского собора.